# روجر بيوفراند
روجر بيوفراند (بالفرنسية: Roger Beaufrand)‏ مواليد 25 سبتمبر 1908 في فرنسا - الوفاة 14 مارس 2007 في بيزييه، كان دراج فرنسي. سبق أن شارك في دورة الألعاب الأولمبية الصيفية وفاز بميدالية أولمبية.

## الميداليات
| الميدالية | المسابقة                       |
| --------- | ------------------------------ |
| ذهبية     | الألعاب الأولمبية الصيفية 1928 |

## روابط خارجية
- روجر بيوفراند على موقع أرشيف الدراجات (الإنجليزية)
- روجر بيوفراند على موقع أوليمبيديا (الإنجليزية)